# 斯里克羅辛 (加利福尼亞州)
斯里克羅辛（英語：Three Crossing）是位於美國加利福尼亞州萊克縣的一個非建制地區。該地的面積和人口皆未知。

## 地理
斯里克羅辛的座標為39°19′00″N 122°55′17″W / 39.31667°N 122.92139°W，而該地的平均海拔高度為891米（即2890英尺）。